# Die Unehelichen
Die Unehelichen ist ein deutsches Sozialdrama von Gerhard Lamprecht aus dem Jahr 1926, das er in eigener Firma, der Gerhard-Lamprecht-Film Produktion GmbH., für die National-Film A.G. in Berlin realisierte.
Das Drehbuch hatte er zusammen mit Luise Heilborn-Körbitz nach amtlichem Material des „Vereins zum Schutze der Kinder gegen Ausnutzung und Mißhandlung“ erstellt.
„Die Unehelichen“ setzte die 1925 mit „Die Verrufenen“ begonnene Reihe seiner „Milljöh“-Filme fort, in denen er sich kritisch mit den prekären Lebensbedingungen im proletarischen Berlin beschäftigte.
„Kinder, die ein Jahr zuvor in den ‚Verrufenen‘ noch Randfiguren waren, macht Lamprecht hier zu Haupthelden seines Films“. Darauf weist auch der Untertitel seines Films „Eine Kindertragödie“ hin.
Kinderschicksale und Kindergestalten in den Stummfilmen der Weimarer Republik, so wie sie beispielsweise […] in Gerhard Lamprechts „Die Unehelichen. Eine Kindertragödie“ (1926) geschildert werden, stellen als Kontrastfolie zur Lebenssphäre der Erwachsenen die bürgerlich-konservativen Werte und Prinzipien ihrer Umwelt in Frage.
Lamprecht wurde für sein sozialkritisches Werk von dem Grafiker, Maler und Fotografen Heinrich Zille (1858–1929) beraten. Auch während der Dreharbeiten für „Die Unehelichen“ und „Menschen untereinander“ (beide 1926) arbeitete Lamprecht erneut mit Zille zusammen.

## Handlung
Die drei Arbeiterkinder Peter, Lotte und Frieda wachsen bei einer hartherzigen Pflegemutter auf und werden von deren Mann, einem brutalen Alkoholiker, regelmäßig geprügelt. Eines Tages tötet er ein Kaninchen, das die Kinder lieben, und jagt sie vorübergehend aus dem Haus in den Regen. Lotte erkrankt an Fieber und stirbt, da die Pflegemutter nicht rechtzeitig nach dem Arzt ruft. Peter trägt auf dem Totenschein heimlich „verhungert“ ein und erreicht so, dass den Pflegeeltern das Sorgerecht entzogen wird. Frieda wird in einer liebevollen Müllersfamilie untergebracht, Peter bei Frau Berndt, wo er endlich zu Ruhe und Sorglosigkeit findet. Sein leiblicher Vater taucht nun auf und versucht ihn als Arbeitskraft zu sich zu nehmen, doch Peter flieht immer wieder von ihm. Schließlich darf er bei Frau Berndt bleiben.

## Produktion
Hauptrollen waren wieder mit bereits bewährten Schauspielern wie Paul Bildt und Bernhard Goetzke, Käthe Haack, Margarete Kupfer und Lili Schoenborn besetzt, die Kinder waren Laiendarsteller und spielten sich selbst. Zu einiger Bekanntheit brachte es Fee Wachsmuth als Kinderdarstellerin, sie wurde auch in weiteren Filmen eingesetzt, z. B. 1928 in „Mutter Krausens Fahrt ins Glück“ von Piel Jutzi. Dort heißt sie einfach „Das Kind“.
Die Filmbauten schuf Otto Moldenhauer, Karl Hasselmann fotografierte, die Aufnahmeleitung hatte Ernst Körner.
Der Film, der im National-Atelier Berlin-Tempelhof entstand, wurde am 17. August 1926 der Zensur vorgelegt. Premiere war am 6. September 1926 in Berlin. Für die Uraufführung stellte Willy Schmidt-Gentner die Begleitmusik zusammen und dirigierte sie. Das Werk hat eine Länge von 2132 Metern in 7 Akten.
In Amerika wurde der Film zwei Jahre später, am 2. April 1928, in New York uraufgeführt; dort lief er unter dem Titel "Children of No Importance".

## Rezeption
‘Unübersehbar aufklärerischen und belehrenden Charakter hat «Die Unehelichen», will das Publikum aufrütteln und zum Handeln bewegen, wirkt ausgesprochen modern in seinem Engagement für Jugendschutz und immer noch bewegend in der Schilderung sozialer Verhältnisse’.
In seinen „Milljöh“-Filmen „Die Verrufenen“, „Die Unehelichen“ und „Menschen untereinander“  beschäftigt er sich gesellschaftskritisch mit den ärmlichen Lebensbedingungen der proletarischen Welt und setzt dafür z. T. normale Leute  und Kinder als Schauspieler ein. 1925 gründet er die Gerhard Lamprecht-Filmproduktion.
‘"Die Verrufenen" (1925) nach Heinrich Zille […] oder „Die Unehelichen“ (1926) waren solide Milieubeschreibungen, waren auch erfolgreiche Kinounterhaltung im positiven Sinn des Wortes. Nahezu zwangsläufig stieß er  [ Lamprecht ]  auf teilweise vehemente Ablehnung einer ideologisch gebundenen Kritik. Die linke Filmkritik sollte später – 1929 bei der Aufführung von Jutzis „Mutter Krausens Fahrt ins Glück“ – mehrfach auf Lamprechts Arbeiten kritisch Bezug nehmen und sie als Beiträge einer bürgerlichen Verkitschung des Elends von Millionen denunzieren.’
Paul Gerhard Zeidler brachte noch im gleichen Jahr das „Buch zum Film“, einen “packenden Roman nach dem gleichnamigen Gerhard Lamprecht-Film” im Orania-Verlag Berlin-Oranienburg auf den Markt.
Der Sozialpsychologe Siegfried Bernfeld widmet den „Unehelichen“ 2012 ein Kapitel im vierten Band seiner Werke, der Arbeiten Bernfelds zur Heim- und Fürsorgeerziehung enthält.

## Wiederveröffentlichung
Der Film wurde im November 2012 in der Edition Filmmuseum mit einer Musikbegleitung von Donald Sosin und einem 16seitigen booklet mit Texten von Rolf Aurich und Wolfgang Jacobsen auf DVD veröffentlicht, die Ausgabe am 28. Januar 2013 von Hans Helmut Prinzler rezensiert.